# Te me vas
«Te me vas» es una canción del artista estadounidense Prince Royce. Se estrenó como el tercer y último sencillo de su segundo álbum de estudio Phase II el 8 de noviembre de 2012. La pista fue nominada a mejor canción tropical en 2014 por los Premios Lo nuestro. Ese mismo año, Royce ganó el premio por su composición en los Premios BMI, entregado por Broadcast Music, Inc.

## Antecedentes y composición
Se estrenó como sencillo el 8 de noviembre de 2012, para la promoción de su álbum de estudio debut Prince Royce (2010). La canción fue escrita por el propio cantante junto a Guainko de Gomez y Efraín Davila.

## Rendimiento comercial
En la lista de éxito de Estados Unidos «Te me vas», alcanzó la posición número dos en la lista Hot Latin Songs, y la primera posición en Tropical Airplay, ambas de Billboard.

## Presentaciones en vivo
Antes de su lanzamiento como sencillo, Royce presentó «Te me vas» en el Festival de Viña del Mar 2012. En 2014 la interpretó en Puerto Rico en el programa de Univisión.

## Posicionamiento en listas
| Listas (2012)                     | Mejor posición |
| --------------------------------- | -------------- |
| Estados Unidos (Hot Latin Songs)  | 2              |
| Estados Unidos (Latin Pop Songs)  | 1              |
| Estados Unidos (Tropical Airplay) | 1              |

## Premios y nominaciones
| Año  | Trabajo nominado       | Categoría                | Resultado | Ref   |
| ---- | ---------------------- | ------------------------ | --------- | ----- |
| 2014 | Premios Lo Nuestro     | Canción tropical del año | Nominado  | [ 2 ] |
| 2014 | BMI Latin Music Awards | Award-winning song       | Ganador   | [ 3 ] |

## Historial de lanzamiento
| País   | Fecha                  | Formato          | Discográfica   | Ref    |
| ------ | ---------------------- | ---------------- | -------------- | ------ |
| Varios | 3 de diciembre de 2012 | Descarga digital | Top Stop Music | [ 10 ] |